# Louisa Tollemache, VII contessa di Dysart
Louisa Grace Tollemache, VII contessa di Dysart (2 luglio 1745 – Ham House, 22 settembre 1840), è stata una nobildonna scozzese.

## Biografia
Era la figlia di Lionel Tollemache, IV conte di Dysart, e di sua moglie, Lady Grace Carteret. Lei e sua sorella maggiore, Jane, erano state educate alla scuola di Mrs Holt nella School for Girls a South Audley Street.

## Matrimonio
Sposò, il 4 settembre 1765, John Manners (1730-1792), figlio di Lord William Manners. La coppia scappò da Ham House per andare in Scozia, e il padre di Louisa buttò la chiave della porta del giardino posteriore oltre il muro per impedirle di tornare. Su richiesta del padre il matrimonio è stato ripetuto a St James's Church. Ebbero dieci figli:
- William Tollemache, Lord Huntingtower (1766-11 marzo 1833);
- John Manners Tollemache (?-13 settembre 1837), sposò Mary Bechinoe, non ebbero figli;
- Lady Catherine Sophia Tollemache (1769-28 maggio 1825), sposò Gilbert Heathcote, ebbero tre figli;
- Lady Maria Caroline Tollemache (2 gennaio 1775-20 dicembre 1805), sposò James Duff, IV conte di Fife, non ebbero figli;
- Charles Tollemache (2 gennaio 1775-26 luglio 1850), sposò in prime nozze Frances Hay, ebbero tre figli, e in seconde nozze Gertrude Florinda Gardiner, ebbero sette figli;
- Louisa Grace Tollemache (1777-19 febbraio 1819), sposò Aubrey Beauclerk, VI duca di St. Albans, ebbero un figlio;
- Lady Laura Tollemache (1780-11 luglio 1834), sposò John Dalrymple, VII conte di Stair, ebbero tre figli;
- George Tollemache (morto nell'infanzia);
- Elizabeth Louisa Tollemache (morta nell'infanzia);
- Sophia Tollemache (morta nell'infanzia);

## Morte
Alla morte del marito, Louisa ereditò 30.000 acri della tenuta di famiglia. Successe a suo fratello alla contea di Dysart e baronia di Huntingtower, il 9 marzo 1821, all'età di settantacinque anni, e il 13 marzo 1821 lei, insieme alla sua unica figlia nubile, Laura, è stata autorizzata attraverso una licenza reale, a portare il cognome di Tollemache invece di Manners.
Louisa morì a Ham House, il 22 settembre 1840, all'età di 95 anni, e fu sepolto a Helmingham il 8 ottobre seguente. Gli successe il nipote, Lionel.

## Ascendenza
|                                           |                                    |                                          | Genitori                                |  |  | Nonni |  |  | Bisnonni                               |  |  | Trisnonni                        |  |
|                                           |                                    |                                          |                                         |  |  |       |  |  | Lionel Tollemache, III conte di Dysart |  |  | Lionel Tollemache, III baronetto |  |
|                                           |                                    |                                          |                                         |  |  |       |  |  | Lionel Tollemache, III conte di Dysart |  |  | Lionel Tollemache, III baronetto |  |
|                                           |                                    | Elizabeth Murray, II contessa di Dysart  |                                         |  |  |       |  |  | Lionel Tollemache, III conte di Dysart |  |  |                                  |  |
| Lionel Tollemache, lord Huntingtower      |                                    |                                          |                                         |  |  |       |  |  | Lionel Tollemache, III conte di Dysart |  |  |                                  |  |
|                                           |                                    | Grace Wilbraham                          | Thomas Wilbraham, III baronetto         |  |  |       |  |  |                                        |  |  |                                  |  |
|                                           |                                    | Grace Wilbraham                          | Thomas Wilbraham, III baronetto         |  |  |       |  |  |                                        |  |  |                                  |  |
|                                           |                                    | Grace Wilbraham                          | Elizabeth Mytton                        |  |  |       |  |  |                                        |  |  |                                  |  |
| Lionel Tollemache, IV conte di Dysart     |                                    | Grace Wilbraham                          |                                         |  |  |       |  |  |                                        |  |  |                                  |  |
|                                           |                                    | William Cavendish, II duca di Devonshire | William Cavendish, I duca di Devonshire |  |  |       |  |  |                                        |  |  |                                  |  |
|                                           |                                    | William Cavendish, II duca di Devonshire | William Cavendish, I duca di Devonshire |  |  |       |  |  |                                        |  |  |                                  |  |
|                                           |                                    | William Cavendish, II duca di Devonshire | Mary Butler                             |  |  |       |  |  |                                        |  |  |                                  |  |
| Henrietta Cavendish                       |                                    | William Cavendish, II duca di Devonshire |                                         |  |  |       |  |  |                                        |  |  |                                  |  |
|                                           |                                    | Mary Heneage                             | …                                       |  |  |       |  |  |                                        |  |  |                                  |  |
|                                           |                                    | Mary Heneage                             | …                                       |  |  |       |  |  |                                        |  |  |                                  |  |
|                                           |                                    | Mary Heneage                             | …                                       |  |  |       |  |  |                                        |  |  |                                  |  |
| Louisa Tollemache, VII contessa di Dysart |                                    | Mary Heneage                             |                                         |  |  |       |  |  |                                        |  |  |                                  |  |
|                                           | George Carteret, I barone Carteret | Philip Carteret                          |                                         |  |  |       |  |  |                                        |  |  |                                  |  |
|                                           | George Carteret, I barone Carteret | Philip Carteret                          |                                         |  |  |       |  |  |                                        |  |  |                                  |  |
|                                           | George Carteret, I barone Carteret | Jemima Montagu                           |                                         |  |  |       |  |  |                                        |  |  |                                  |  |
| John Carteret, II conte Granville         | George Carteret, I barone Carteret |                                          |                                         |  |  |       |  |  |                                        |  |  |                                  |  |
|                                           |                                    | Grace Granville, I contessa Granville    | John Granville, I conte di Bath         |  |  |       |  |  |                                        |  |  |                                  |  |
|                                           |                                    | Grace Granville, I contessa Granville    | John Granville, I conte di Bath         |  |  |       |  |  |                                        |  |  |                                  |  |
|                                           |                                    | Grace Granville, I contessa Granville    | Jane Wyche                              |  |  |       |  |  |                                        |  |  |                                  |  |
| Grace Carteret                            |                                    | Grace Granville, I contessa Granville    |                                         |  |  |       |  |  |                                        |  |  |                                  |  |
|                                           |                                    | Robert Worsley, IV baronetto             | Robert Worsley, III baronetto           |  |  |       |  |  |                                        |  |  |                                  |  |
|                                           |                                    | Robert Worsley, IV baronetto             | Robert Worsley, III baronetto           |  |  |       |  |  |                                        |  |  |                                  |  |
|                                           |                                    | Robert Worsley, IV baronetto             | Mary Herbert                            |  |  |       |  |  |                                        |  |  |                                  |  |
| Frances Worsley                           |                                    | Robert Worsley, IV baronetto             |                                         |  |  |       |  |  |                                        |  |  |                                  |  |
|                                           |                                    | Frances Thynne                           | Thomas Thynne, I visconte Weymouth      |  |  |       |  |  |                                        |  |  |                                  |  |
|                                           |                                    | Frances Thynne                           | Thomas Thynne, I visconte Weymouth      |  |  |       |  |  |                                        |  |  |                                  |  |
|                                           |                                    | Frances Thynne                           | Frances Finch                           |  |  |       |  |  |                                        |  |  |                                  |  |
|                                           |                                    | Frances Thynne                           |                                         |  |  |       |  |  |                                        |  |  |                                  |  |